# Laura Ashley
Laura Ashley, rodným jménem Laura Mountney, (7. září 1925 – 17. září 1985) byla velšská módní návrhářka a podnikatelka.
Přestože její rodiče, kteří pocházeli z Walesu, žili v Londýně, avšak matka před jejím narozením odjela zpět do Walesu, aby se její dcera narodila zde. Narodila se ve vesnici Dowlais v domě své babičky. Studovala v nedalekém městě Merthyr Tydfil a následně v londýnském Croydonu. Před druhou světovou válkou byla odvezena zpět do Walesu. V roce 1953 založila se svým manželem Bernardem Ashleyem oděvní společnost. Několik dní po svých šedesátých narozeninách spadla ze schodů v domě své dcery, a přestože byla odvezena do nemocnice, po několika dnech zranění podlehla.